# Wyspa Wize
Wyspa Wize (ros. остров Визе, Земля Визе) – samotna wyspa położona na Oceanie Arktycznym na północy Morza Karskiego. Najbliższym lądem jest samotna Wyspa Uszakowa, położona 140 km na północ. 
Wyspa jest podłużna, ma linię brzegową długości 107,8 km; ma powierzchnię pokrytą niewielkimi wzgórzami z najwyższym wzniesieniem mierzącym zaledwie 22 m n.p.m. Klimat ma charakter polarny, morski, ze średnią wilgotnością 90%. Średnia temperatura to -13,6°C, rekordowo zanotowano na niej -52°C.

## Odkrycie
W 1924 roku prof. Władimir Wiese, rosyjski oceanograf o niemieckim pochodzeniu, badał losy statku Swiataja Anna, który zaginął w 1912 w Arktyce. Odchylenie dryfu statku od przewidzianego kursu wskazywało, że na północy Morza Karskiego istnieje nieznana wyspa, stanowiąca przeszkodę dla prądów morskich. Wiese wyznaczył położenie tej wyspy i w 1930 roku załoga lodołamacza „Siedow” odkryła ją we wskazanym miejscu; wyspa została nazwana na cześć uczonego.
Od 1945 roku na wyspie działa stacja hydrometeorologiczna.